# You're Gonna Make Me Lonesome When You Go (versión de Miley Cyrus)
«You're Gonna Make Me Lonesome When You Go» —en español: «Vas a hacerme solitaria cuando te vayas»— es una versión de la canción folk-rock del cantante Bob Dylan, interpretada por la cantante estadounidense Miley Cyrus para el disco Chimes of Freedom: The Songs of Bob Dylan Honoring 50 Years of Amnesty International en honor a Bob Dylan, publicada el 24 de enero de 2012 como el primer sencillo del álbum y producida por Amnistía Internacional.
«You're Gonna Make Me Lonesome When You Go» recibió un éxito crítico y comercial, entrando en diversas listas de algunos países. En los Estados Unidos, alcanzó el treinta y dos en el Top 100 Pop Songs de iTunes, pero la mejor posición fue obtenida en Australia en el Top 100 Rock Songs de iTunes. La canción ha sido prenominada a los Premios Grammy 2013 en la categoría Best Counrty Solo en la cual compite contra la canción Ours de Taylor Swift.
El vídeo musical, dirigido por James Minchin III y publicado el 23 de enero de 2012 en YouTube. Los comentarios de los críticos fueron positivos. La trama se desarrolla principalmente en una casa abandonada. El vídeo logró una nominación en la categoría Iconic Music Video en los premios J-14 Teen Icon Awards 2012 y compitió contra One Direction, Taylor Swift, Ariana Grande y Justin Bieber. La canción ha sido interpretada en The Ellen DeGeneres Show, Jimmy Kimmel Live, en el evento Celebrity Fight Night, y en el especial de CBS en torno a la educación en Estados Unidos titulado R.E.A.L Change Project.

## Recepción de la crítica

La canción «You're Gonna Make Me Lonesome When You Go» fue criticada positivamente por Rolling Stone.

«You're Gonna Make Me Lonesome When You Go» recibió críticas generalmente positivas. La revista Rolling Stone comento: «Cyrus no sale, en absoluto, mal parada. La cantante le da un bonito toque country a la canción, un género del que debe de haberse empapado desde su niñez, puesto que era la especialidad de su padre, el también músico Billy Ray Cyrus. Así que… sorpresa: Miley no ha destrozado a Dylan. Eso nos pasa por desconfiados».
Tamar Anitai de MTV dijo: «Si hay algo que demuestra que Miley está creciendo como mujer y como artista, cubriendo Dylan -y hacerlo muy bien- lo es». La página directlyrics.com comento: «Oh, sí! No es música nueva, pero el súper talento de Miley Cyrus está de vuelta en el negocio! [...] estoy feliz de anunciar a todos los fans de Miley por ahí, que si la fuga de su cover de Bob Dylan el clásico de 1975 “You’re Gonna Make Me Lonesome When You Go”  ha despertado su curiosidad en diciembre pasado, aquí está ahora el vídeo musical oficial para su placer tú visual». La página Bostonherald.com comento que le gustaría escuchar la canción, pero no ver el vídeo, ya que la visión de la cara de Miley cantando «You’re Gonna Make Me Lonesome When You Go» es para ellos simplemente extraña.

## Video musical
El vídeo toma lugar en una casa abandonada y no tiene una trama central. La mayor parte del vídeo son diferentes tomas de la casa, algunos miembros de la banda tocando sus instrumentos y el dúo de Miley Cyrus y Johnzo West sentados en la sala de estar/estudio de grabación tocando la guitarra y cantando. La canción fue lanzada en iTunes el 24 de enero de 2012. El vídeo musical fue dirigido por James Minchin III quien ha trabajado en diversas producciones en VH1 y en películas. Los comentarios de los críticos fueron positivos. El vídeo musical fue nominado en el Top 20 de VH1 por su gran popularidad contendiendo contra Jessie J, Katy Perry, Kelly Clarkson y Adele entre otros. y actualmente está nominado en la categoría Iconic Music Video en los premios J-14 Teen Icon Awards 2012 y compite contra One Direction, Taylor Swift, Ariana Grande y Justin Bieber. En la actualidad el vídeo tiene más de 9,000,000 reproducciones en YouTube.

## Interpretaciones en directo

La canción fue interpretada en The Ellen DeGeneres Show en febrero de 2012.

El 2 de febrero de 2012, Cyrus interpretó la canción en The Ellen DeGeneres Show usando un vestido blanco, con botas negras y cinturón del mismo color. La página Cambio.com dijo: «Miley mantiene las cosas simples para el espectáculo, con un vestido crema y acompañado sólo por una guitarra acústica. Los aficionados pudieron escuchar [...] el brillo de su voz en la portada Dylan, mientras le ofrecía un rendimiento perfecto». Miley Cyrus durante la entrevista comento: «Estoy muy emocionada de estar en este disco, y sólo con gente cool tantos que es todo el mundo con los que he soñado trabajar [...] y sólo ser capaz de cubrir una canción de Dylan es tan impresionante». El 15 de febrero de 2012, Cyrus se presentó en el programa de Jimmy Kimmel Live, donde interpretó la versión de Bob Dylan, con la compañía de Johnzo West, para continuar con la promoción del nuevo álbum Chimes of Freedom: The Songs of Bob Dylan Honoring 50 Years of Amnesty International usando un look ochentero y una camiseta corta plateada y jeans azules. La página ID♥LADOR comento: «Miley Cyrus apareció en Jimmy Kimmel Live anoche para mostrar su lado más suave [...] junto con su nuevo corte de pelo Bob lindo. La estrella del pop y actriz de LOL se mantuvo sutil (es decir, sin alas de aves gigantes) en el desempeño de su cover de Bob Dylan». El 24 de marzo de 2012, Miley acudió al evento Celebrity Fight Night junto con Liam Hemsworth, y Johnzo West. Realizó una presentación junto con Johnzo West donde cantaron «You're Gonna Make Me Lonesome When You Go».
Cyrus interpretó la canción en el "acoustic set" de su gira mundial Bangerz Tour de 2014, usando variadas vestimentas a lo largo de la gira.

## Versiones y remixes
| Descarga digital — Mundo |                                             |          |  |
| N.º                      | Título                                      | Duración |  |
| 1.                       | «You're Gonna Make Me Lonesome When You Go» | 3:31     |  |

## Premios y nominaciones
| Año  | Premiación            | Categoría             | Resultado   |
| ---- | --------------------- | --------------------- | ----------- |
| 2012 | J-14 Teen Icon Awards | Video musical Icónico | Nominada    |
| 2013 | Grammy Awards         | Mejor Country Solo    | Prenominada |

## Historial de lanzamientos
| País           | Fecha                | Formato          |
| -------------- | -------------------- | ---------------- |
| Estados Unidos | 24 de enero de 2012  | Descarga Digital |
| Canadá         | 24 de enero de 2012  | Descarga Digital |
|                | 6 de febrero de 2012 | Descarga Digital |

## Créditos y personal
- Miley Cyrus: voz principal
- Bob Dylan: composición
- John Shanks: Guitarra acústica, piano, productor musical, mezcla
- Johnzo West: - Guitarra acústica y coros
- Charlie Juez: - teclados, sintetizadores
- Paul Lamalfa: mezcla, grabación
- Henson Recording Studios: mezcla, grabación

Fuente: Amnesty International.